# Rudolf Christiani (Politiker)

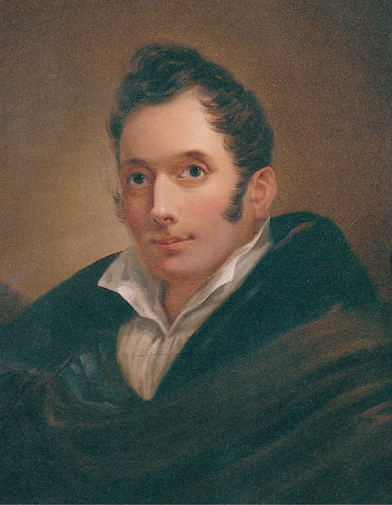
Porträt Rudolf Christianis, gemalt von Nikolaus Peters (1795–1875), ca. 1830

Carl Rudolf Ferdinand Christiani (* 27. Januar 1797 in Kopenhagen; † 21. Januar 1858 in Celle) war ein deutscher Jurist, Revolutionär und als Politiker ein einflussreiches liberales Mitglied der Zweiten Kammer der Ständeversammlung des Königreichs Hannover. Aufgrund seiner Redegewandtheit und seiner Ausdruckskraft wurde er als der „Mirabeau der Lüneburger Heide“ bekannt.

## Leben
Christiani war der Sohn des Johann Rudolf Christiani (1761–1841), Pastor in Kopenhagen (später Pastor in Eutin und Superintendent in Lüneburg), und der Caroline Auguste geb. Venturini. Die Ehe der Eltern wurde 1801 geschieden, der Sohn wuchs beim Vater auf. Die Mutter heiratete erneut und veröffentlichte unter dem Namen Caroline Auguste Fischer mehrere Romane.
Rudolf Christiani studierte ab November 1813 Rechtswissenschaften an den Universitäten Kiel und Göttingen. In Göttingen immatrikulierte er sich im April 1815 als stud. iur. aus Dänemark. Er wurde in Göttingen Mitglied des Corps Hannovera und der literarischen Studentenvereinigung Poetische Schusterinnung an der Leine unter dem Namen Danteut; deren Mitglieder gaben 1818 die Literaturzeitschrift Wünschelruthe heraus, zu der er beitrug. Im Jahr 1818 wurde er in seiner Heimatstadt Lüneburg als Advokat zugelassen. 1824 wurde er erst interimistischer, später auch definitiv Stadtsekretär der Stadt Lüneburg. Als liberaler Politiker wirkte er bei der Umsetzung des Staatsgrundgesetz und der Reformen Stüves wie der Bauernbefreiung mit. Als einer der Hauptredner der Zweiten Kammer der Ständeversammlung machte er seinem Spitznamen Ehre. Nach dem Staatsstreich des Königs Ernst August I., der 1837 das Staatsgrundgesetz außer Kraft setzte, gehörte er zu den deutlichsten Kritikern der reaktionären Politik des neuen Königs. Als Belletristischer Schöngeist verherrlichte er den verstorbenen liberalen Bürgerkönig Wilhelm IV. von Hannover und hielt fortan Plädoyers für die Abschaffung der Monarchie.
1846 trat er vorläufig in den Ruhestand und verbrachte die Jahre 1846 bis 1848 am Dänischen Hof in Kopenhagen, wo König Christian VIII. seinen gutachterlichen juristischen Rat in Sachen des Dänischen Gesamtstaats und der Schleswig-Holstein-Frage in Anspruch nahm. Dies brachte ihm nach Deutschland zurückgekehrt im Zuge der politischen Entwicklung 1848 und der Schleswig-Holsteinischen Erhebung erhebliche persönliche Kritik ein, so dass er keine politischen öffentlichen Ämter mehr wahrnahm. Er widmete sich fortan in Lüneburg vorrangig der Belletristik und starb während einer Gerichtsverhandlung als Geschworener in Celle.

## Beziehung zur Familie Heine

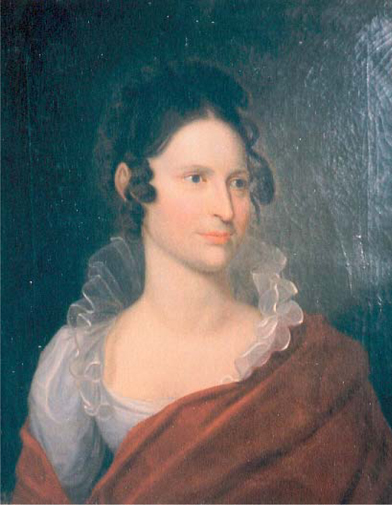
Porträt von Charlotte Christiani geb. Heine (1813–1869), Cousine des Dichters Heinrich Heine (1797–1856) und Ehefrau von Rudolph Christiani, gemalt von Nikolaus Peters (1795–1875), ca. 1830

Christiani heiratete in die Familie Heine ein. Er war mit der aus Bordeaux stammenden, wohl situierten Cousine des Dichters Heinrich Heine, Charlotte Christiani geb. Heine (1813–1869), verheiratet. Mit Heine verband ihn auch eine enge Freundschaft, die sich bei Heine auch literarisch nieder schlug. Heines Eltern wohnten von 1822 bis 1826 in Lüneburg am Ochsenmarkt im heutigen Heinrich-Heine-Haus. Heine widmete dem jungen Christiani in Lüneburger Zeiten das Gedicht:

Diesen liebenswürdgen Jüngling

Kann man nicht genug verehren;

Oft traktiert er mich mit Austern,

Und mit Rheinwein und Likören.

Zierlich sitzt ihm Rock und Höschen,

Doch noch zierlicher die Binde,

Und so kommt er jeden Morgen,

Fragt, ob ich mich wohlbefinde;

Spricht von meinem weiten Ruhme,

Meiner Anmut, meinen Witzen;

Eifrig und geschäftig ist er

Mir zu dienen, mir zu nützen.

Und des Abends, in Gesellschaft,

Mit begeistertem Gesichte,

Deklamiert er vor den Damen

Meine göttlichen Gedichte.

O, wie ist es hoch erfreulich,

Solchen Jüngling noch zu finden,

Jetzt in unsrer Zeit, wo täglich

Mehr und mehr die Bessern schwinden.
Die Beziehung der beiden erklärt, warum Heinrich Heine in § 4 seines 1851 in Paris errichteten notariellen Testaments Rudolf Christiani quasi zum Testamentsvollstrecker seines literarischen Nachlasses einsetzte. Ein Amt, das Christiani nie auf- oder angenommen hat. Auf Heine geht auch der Spitzname „Mirabeau der Lüneburger Heide“ zurück.